# Kungsör (Gemeinde)
Koordinaten: 59° 25′ N, 16° 5′ O

Kungsör ist eine Gemeinde (schwedisch kommun) in der schwedischen Provinz Västmanlands län und den historischen Provinzen Södermanland und Västmanland. Der Hauptort der Gemeinde ist Kungsör.

## Orte
Es gibt die zwei größeren Ort, schwedisch tätorter, Kungsör und Valskog sowie drei kleinere Siedlungen, småorter, Himmelsberga, Rabostan und Torpaslätt.

## Partnerstädte
- Norwegen: Spydeberg